# Francesc Xavier Parcerisa i Boada
Francesc Xavier Parcerisa i Boada (Barcelona, 1803 - Gràcia, Barcelona, 27 de març de 1876) va ser un dibuixant, pintor i litògraf romàntic català.

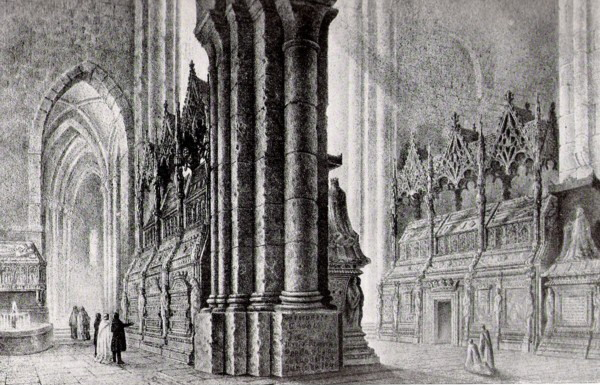
Panteons del Monestir de Poblet, obra de Parcerisa per al llibre Recuerdos y Bellezas de España

Malgrat que va assistir a les aules de la Junta de Comerç de Barcelona, va ser un autor de formació semi-autodidacta que es va especialitzar en les litografies, ensenyat pel seu pare. Es va formalitzar com a dibuixant de disseny florals ornamentals per a brodats i teixits. Fou un dels introductors de la litografia a l'estat espanyol. Va realitzar un inventari dels principals monuments de Catalunya. Va ser membre de la "Comissió real de Monuments Històrics i Artístics" i de l'Acadèmia de Belles Arts de Sant Jordi de Barcelona.
Una de les seves màximes aspiracions va ser la d'aconseguir resumir en una obra tots els monuments d'Espanya, influenciat per l'obra Las aventuras del último Abencejarre, de Chateaubriand. L'obra, titulada Recuerdos y bellezas de España, estava dividida en onze volums, cadascun d'ells dedicat a una zona del país. Parcerisa va ser l'encarregat de les reproduccions litogràfiques. Les imatges dels monuments comptaven amb una descripció crítica i detallada d'aquests. Aquestes descripcions van ser elaborades per quatre autors: Va començar Pau Piferrer i, en morir aquest, la resta del treball fou repartida entre Francesc Pi i Margall, que es va encarregar del tom dedicat a Granada; encarregat dels dos volums de Catalunya; Pedro de Madrazo que va realitzar els toms corresponents a Còrdova, Cadis i Sevilla, i Josep Maria Quadrado, que es va encarregar de la resta de l'obra.
El primer volum, dedicat a Catalunya, va aparèixer el 1839. Es lliurava de forma quinzenal i comptava amb nombrosos subscriptors entre els personatges més destacats del país. L'obra final va comptar amb 588 litografies, dibuixades gairebé totes al natural i amb un punt de vista molt original i una llibertat total quant al tractament de la llum.
Una sèrie de problemes ocasionats per la mateixa magnitud de l'obra van fer que la deixés inacabada encara que, nou anys després de la mort de Parcerisa, el text es va acabar de completar. Parcerisa va ser premiat per aquesta obra i se'l va nomenar membre de la Real Academia de Bellas Artes de San Fernando. Recuerdos y bellezas de España es va convertir en un referent, tant per les seves elaborades litografies com per les detallades descripcions de les obres.
A l'edat de 50 anys, Francesc Parcerisa va deixar de banda les litografies i va començar a dedicar-se a la pintura. Hi destaquen els quadres descriptius d'interior d'algunes catedrals que valgueren al seu autor diferents medalles artístiques. Fins i tot va rebre encàrrecs de la reina Isabel II. Algunes de les seves obres s'exposen a diversos museus de Madrid i Barcelona. Al Museu del Prado es troba un oli de la Catedral de Burgos. També se'n poden admirar obres a l'Alcàsser de Sevilla. Al fons del Museu Nacional d'Art de Catalunya es conserva un dibuix del claustre del Monestir de Sant Cugat del Vallès.
Va fixar la seva residència a la Vila de Gràcia, on va morir el 27 de març de 1876.